# Кирхгассер, Михаэла
Михаэла Ки́рхгассер (нем. Michaela Kirchgasser, род. 18 марта 1985 года, Шварцах) — австрийская горнолыжница, трёхкратная чемпионка мира в командном первенстве (2007, 2013 и 2015), призёр чемпионатов мира в комбинации и слаломе. Чемпионка мира 2003 года среди юниоров в слаломе. Специализировалась в слаломе, гигантском слаломе и комбинации.
В Кубке мира Кирхгассер дебютировала в 2001 году, в феврале 2007 года одержала свою первую победу на этапе Кубка мира в гигантском слаломе. Второй победы на этапе Кубка мира Михаэле пришлось ждать почти 5 лет — 22 января 2012 она победила в слаломе в словенской Краньской-Горе.
На Олимпиаде-2006 в Турине стартовала в трёх дисциплинах: суперкомбинация — 6-е место, слалом — 5-е место, гигантский слалом — не финишировала.
На Олимпиаде-2010 в Ванкувере так же стартовала в трёх дисциплинах: суперкомбинация — 9-е место, слалом — не финишировала, гигантский слалом — 15-е место.
На Олимпийских играх 2014 года в Сочи заняла 7-е место в суперкомбинации и 12-е в гигантском слаломе.
Завершила карьеру в 2018 году после того, как не сумела отобраться в состав сборной Австрии на Олимпийские игры в Пхёнчхане. Последний заезд совершила на этапе Кубка мира в немецком Офтершванге 10 марта 2018 года, выйдя на старт в розовой юбке.
Использует лыжи и ботинки производства фирмы Atomic.

## Победы на этапах Кубка мира (3)
| № | Сезон   | Дата        | Место         | Дисциплина        |
| - | ------- | ----------- | ------------- | ----------------- |
| 1 | 2006/07 | 24 фев 2007 | Сьерра-Невада | Гигантский слалом |
| 2 | 2011/12 | 22 янв 2012 | Краньска-Гора | Слалом            |
| 3 | 2011/12 | 17 мар 2012 | Шладминг      | Слалом (2)        |